# يو إف سي ليلة القتال: ويتيكر ضد برونسون
يو إف سي ليلة القتال: ويتيكر ضد برونسون (بالإنجليزية: UFC Fight Night: Whittaker vs. Brunson)‏ هو حدث لفنون القتال المختلطة نظمته يو إف سي، أُقيم في 27 نوفمبر 2016، على رود لافر أرينا في ملبورن، أستراليا.